# Zolak Ananikjan
Zolak Ananikjan (armenisch Ցոլակ Անանիկյան; * 25. November 1987) ist ein ehemaliger armenischer Boxer.

## Karriere
Tsolak Ananikyan gewann die Silbermedaille im Schwergewicht bei den Europameisterschaften 2008 in Liverpool. Nach Siegen gegen Helias Pavlidis aus Griechenland (7:4), Vitalijus Subačius aus Litauen (8:3), Denys Pojazyka aus der Ukraine (8:7) und József Darmos aus Ungarn (5:4), unterlag er im Finale gegen Jegor Mechonzew aus Russland (2:9).
Weiters war er Teilnehmer der Junioren-WM 2006 (Viertelfinale), der WM 2007 (Achtelfinale), der WM 2009 (Vorrunde) und der EM 2010 (Achtelfinale).